# Marc Buie
Marc W. Buie (1958) es un astrónomo estadounidense. Posee una licenciatura en Física por la universidad del Estado de Luisiana en 1980 y un doctorado en Ciencias Planetarias por la Universidad de Arizona en 1984. Trabaja en el observatorio Lowell y ha descubierto numerosos asteroides. Según el Minor Planet Center, lleva descubiertos 815, siete de ellos como codescubridor, entre 1997 y 2007.
El asteroide (7553) Buie fue llamado así en su honor.